# ولک ترسن
ولک ترسن (به چکی: Velké Tresné) یک منطقهٔ مسکونی در جمهوری چک است که در Žďár nad Sázavou District واقع شده‌است.

## خصوصیات
ولک ترسن ۲٫۷۷ کیلومترمربع مساحت و ۱۲۰ نفر جمعیت دارد و ۵۶۴ متر بالاتر از سطح دریا واقع شده‌است.